# Constantin Ioan
Constantin Ioan (n. 9 iunie 1882 - d. ?) a fost unul dintre ofițerii Armatei României, care a exercitat comanda unor mari unități și unități militare, pe timp de război, în perioada Primului Război Mondial și operațiilor militare postbelice.

## Cariera militară
În perioada Primului Război Mondial a îndeplinit funcțiile de comandant al Regimentul 1 artilerie graniță . . 

## Decorații
- Medalia pentru bărbăție și credință cu semnul distinctiv „Campania din 1913”